# Janov (Boemia centrale)
Janov è un comune della Repubblica Ceca facente parte del distretto di Rakovník, in Boemia Centrale.